# Citadelle La Ferrière
Pour les articles homonymes, voir Henri Christophe.
La citadelle La Ferrière, appelée aussi citadelle Henri Christophe, est un ouvrage militaire construit au début du XIXe siècle à Milot en Haïti dans le département du Nord, par Henri Christophe, président puis roi du pays. C'est la plus grande forteresse du continent américain : à 900 mètres d'altitude, elle se trouve à 15 km au sud de Cap-Haïtien, au sein du parc national historique - Citadelle, Sans Souci, Ramiers classé au patrimoine mondial de l'UNESCO depuis 1982. La forteresse pouvait abriter une garnison de 2 000 hommes, 5 000 en cas de nécessité.

## Histoire
La forteresse est construite après l'indépendance en 1804 pour défendre la partie nord de l'île d'Haïti contre un éventuel retour des Français. 20 000 Haïtiens participent aux travaux de construction qui durent quatorze années. Il est à noter que 2 000 de ces Haitiens périssent au cours de la construction.  
Les bâtiments ont été en partie détruits par le tremblement de terre de 1842. Des travaux de reconstruction, menés par l'Institut de sauvegarde du patrimoine national (ISPAN) ont permis de sauvegarder ce patrimoine.
Une plaque a été déposée vers 1990 pour rappeler aux Haïtiens visitant ce lieu que le roi Henri Ier, qui s'était suicidé le 8 novembre 1820 au palais de Sans-Souci, a été enterré en sa citadelle. Ce lieu a une valeur patriotique importante aux yeux des Haïtiens.

## Galerie

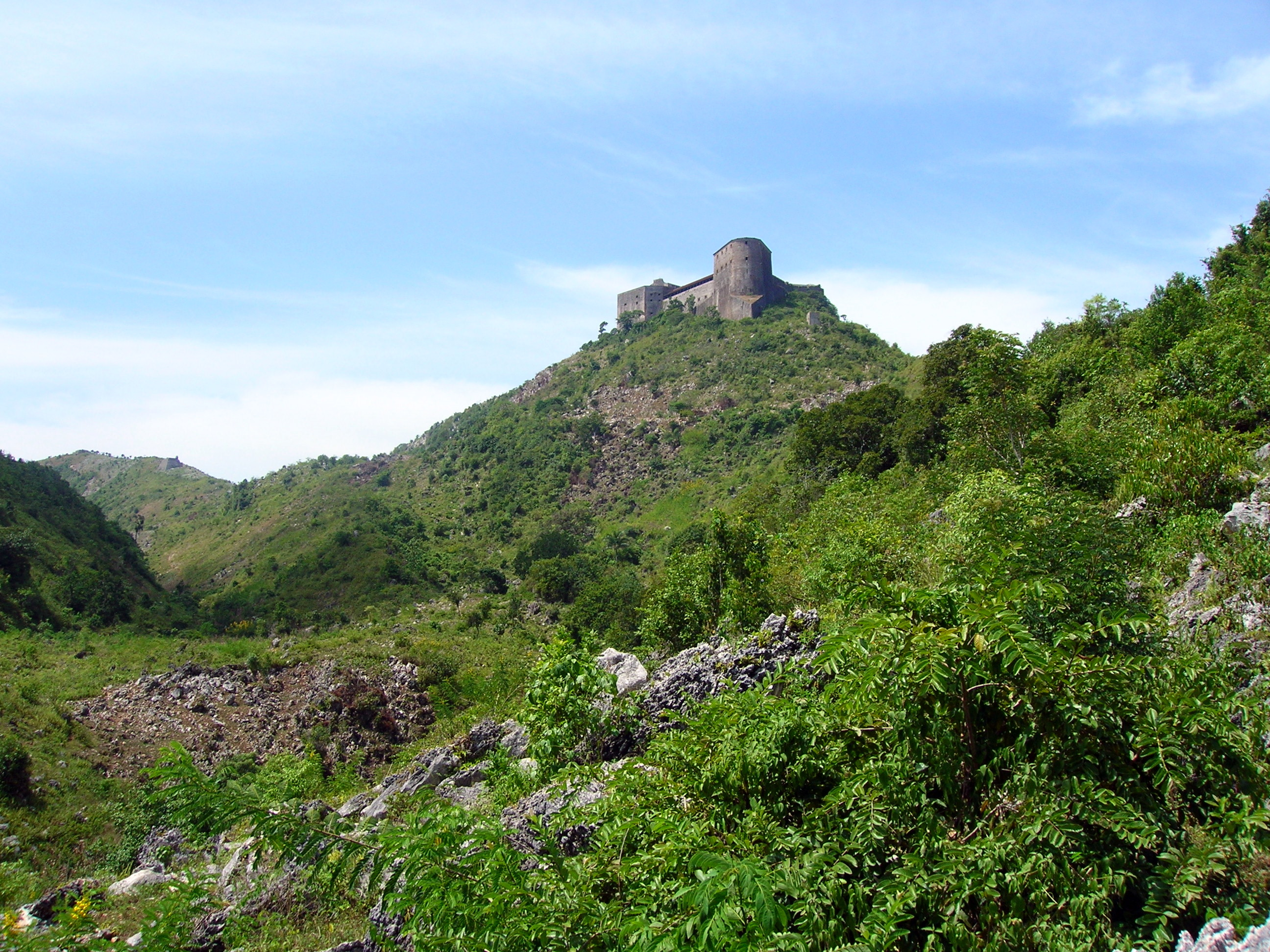
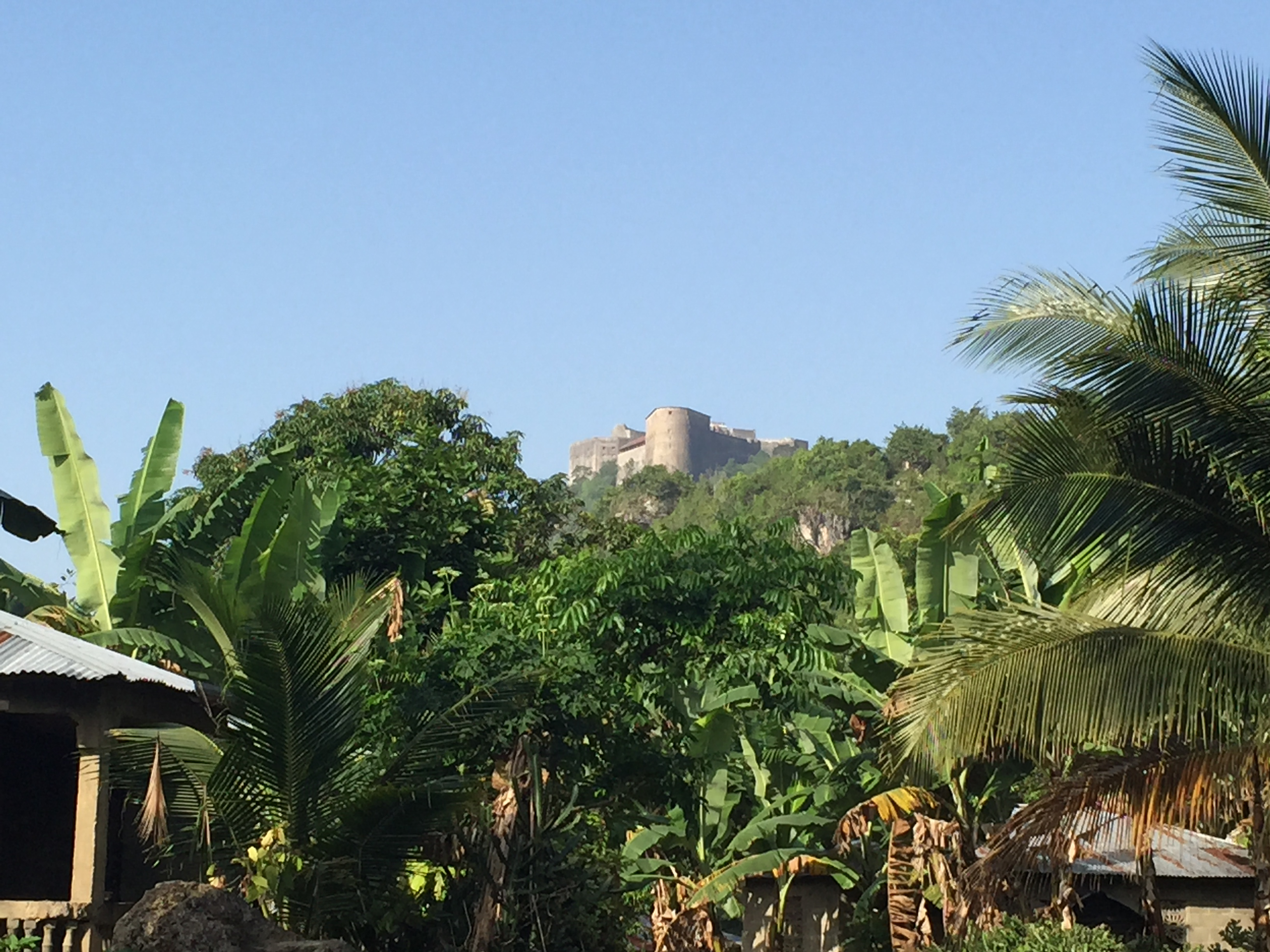
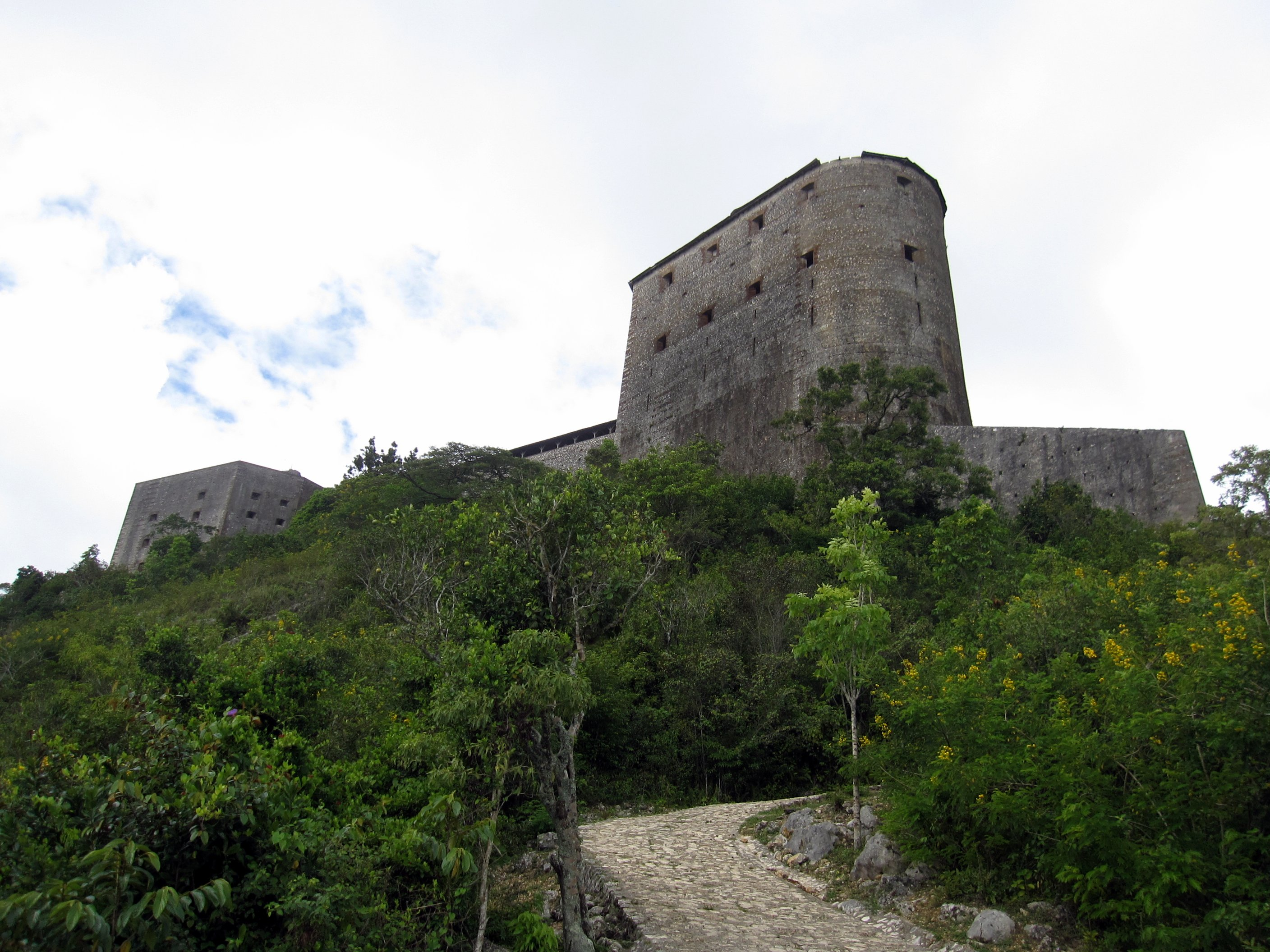
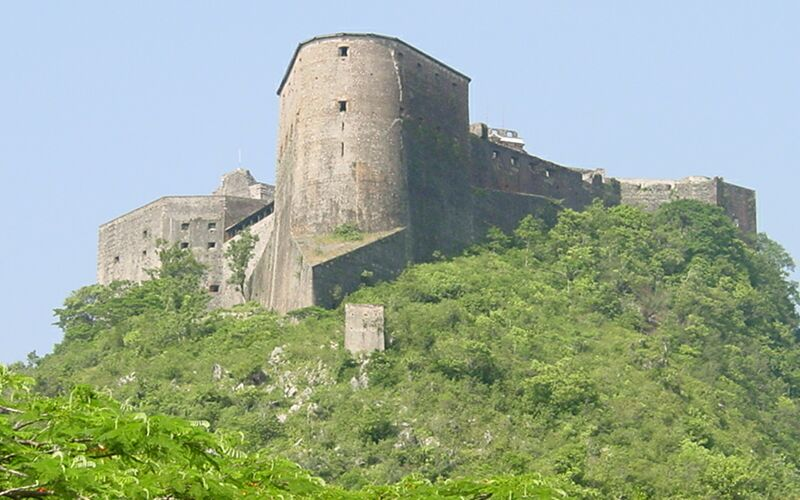
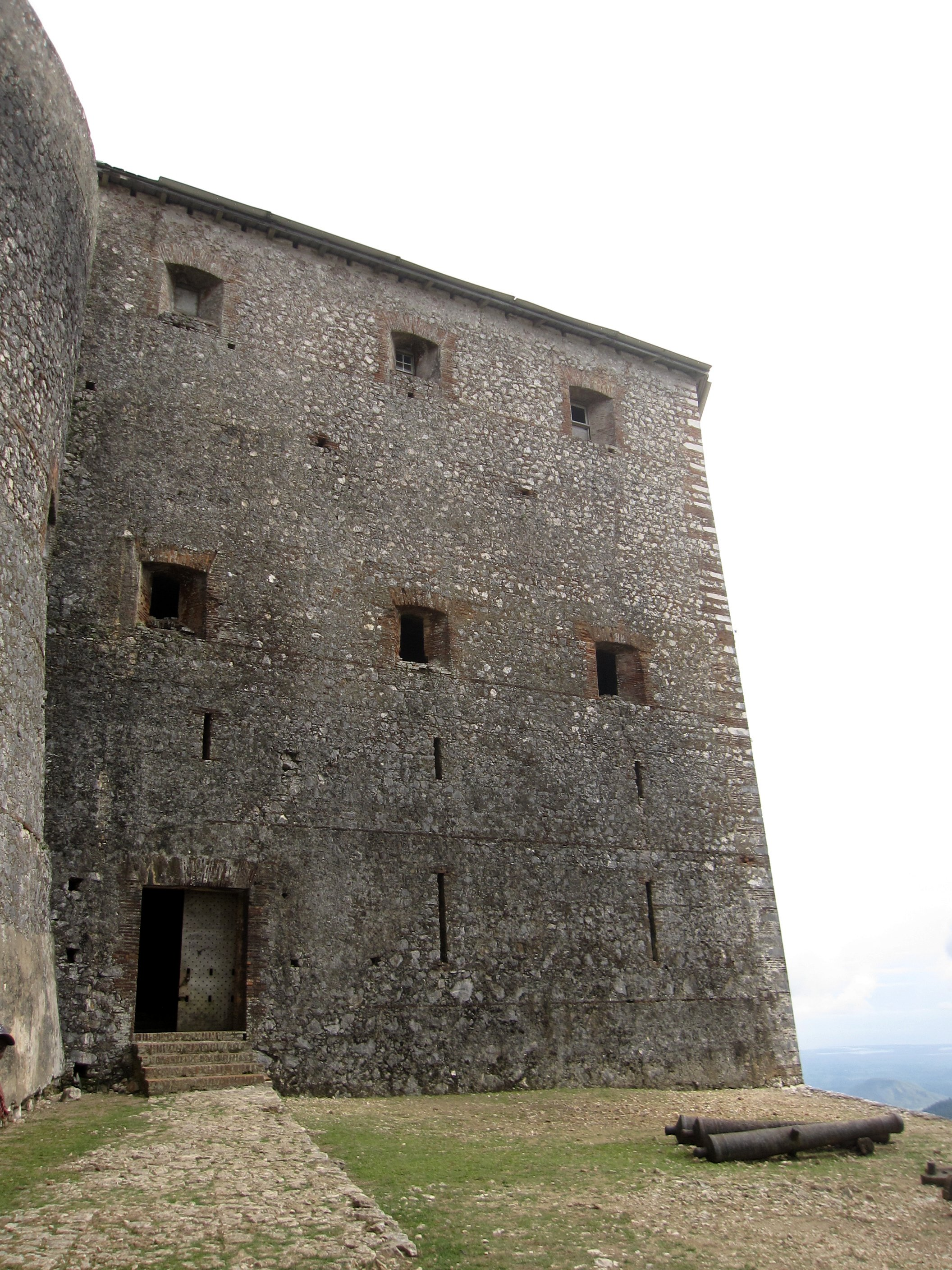
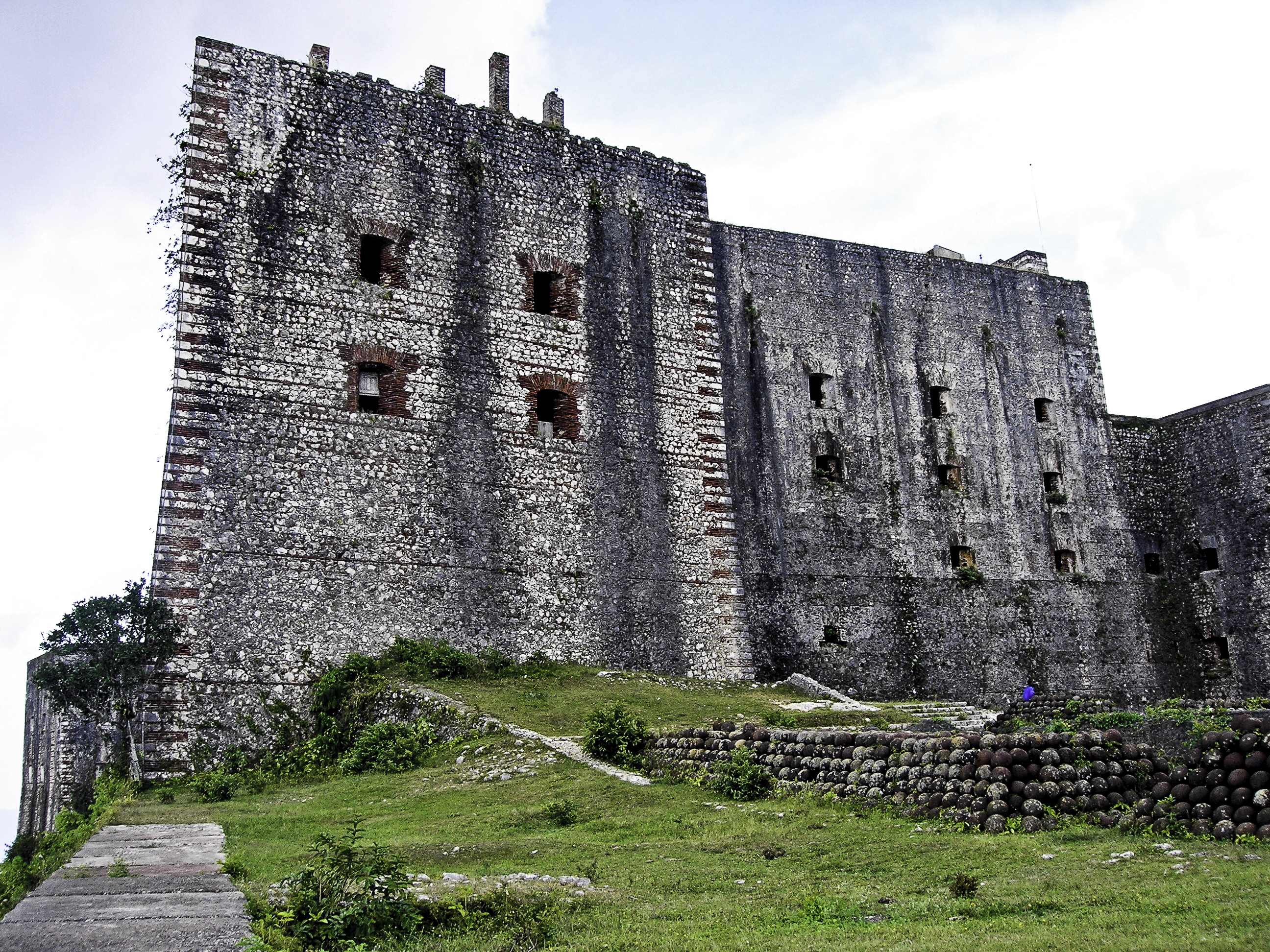
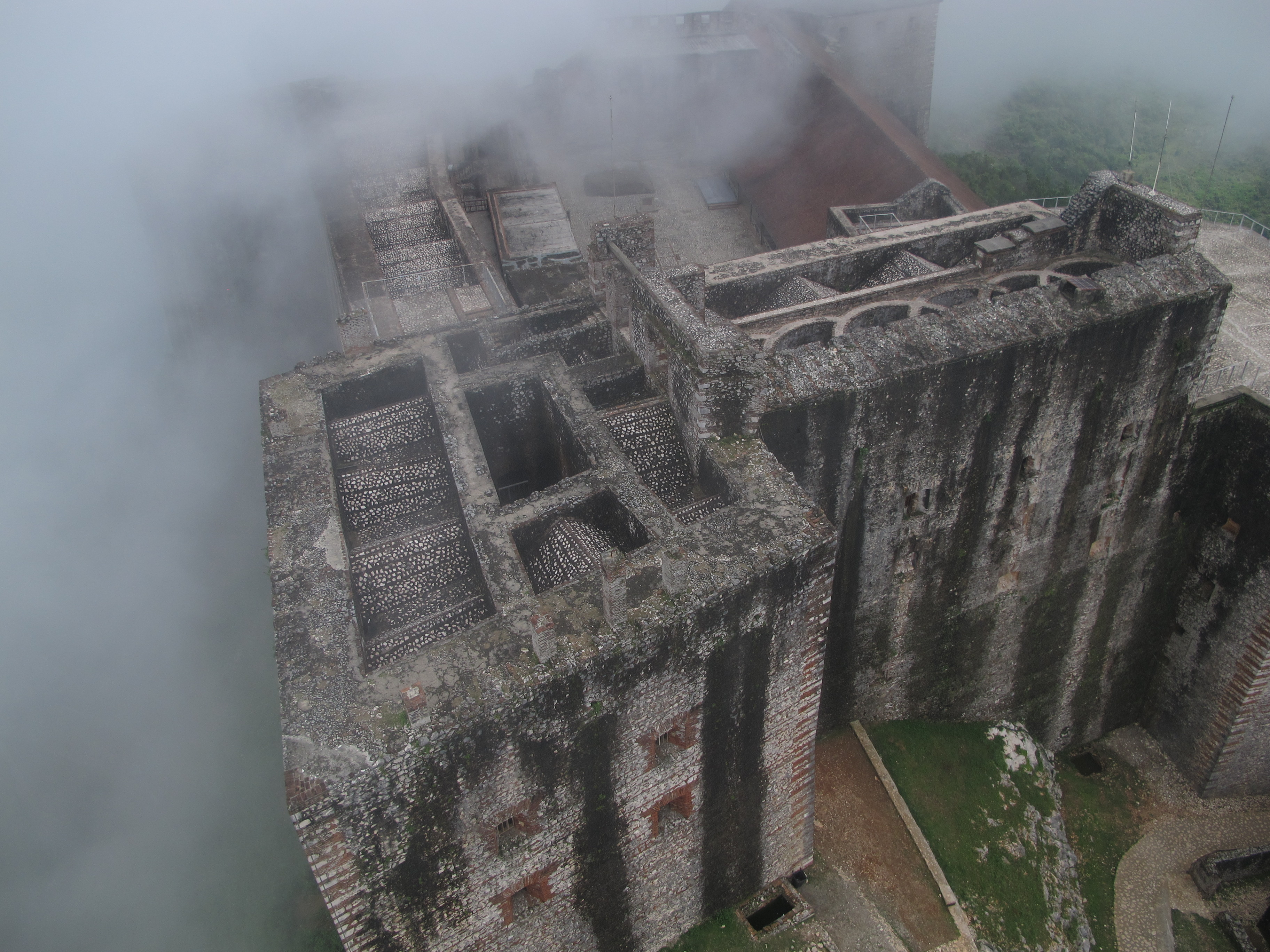
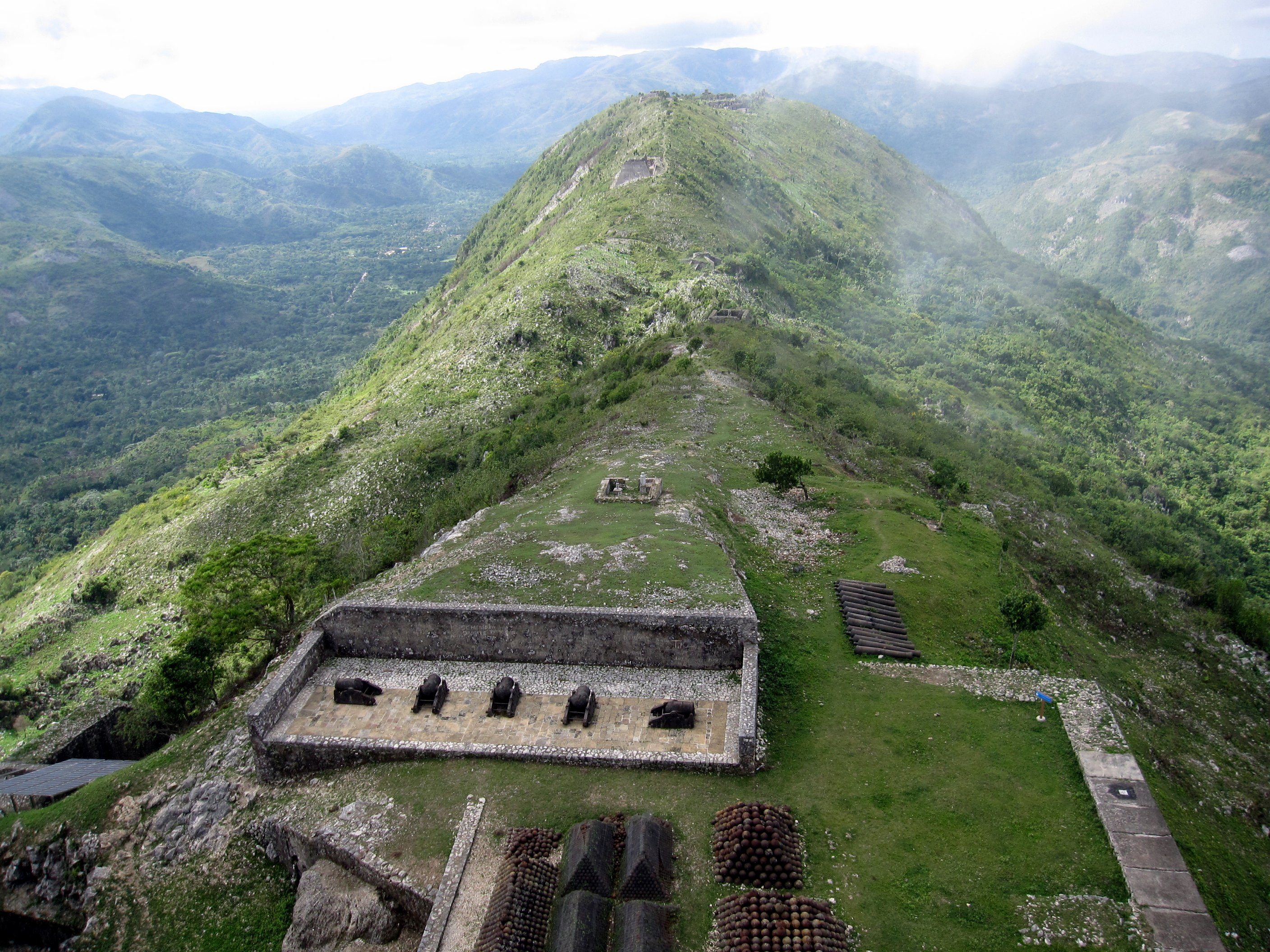
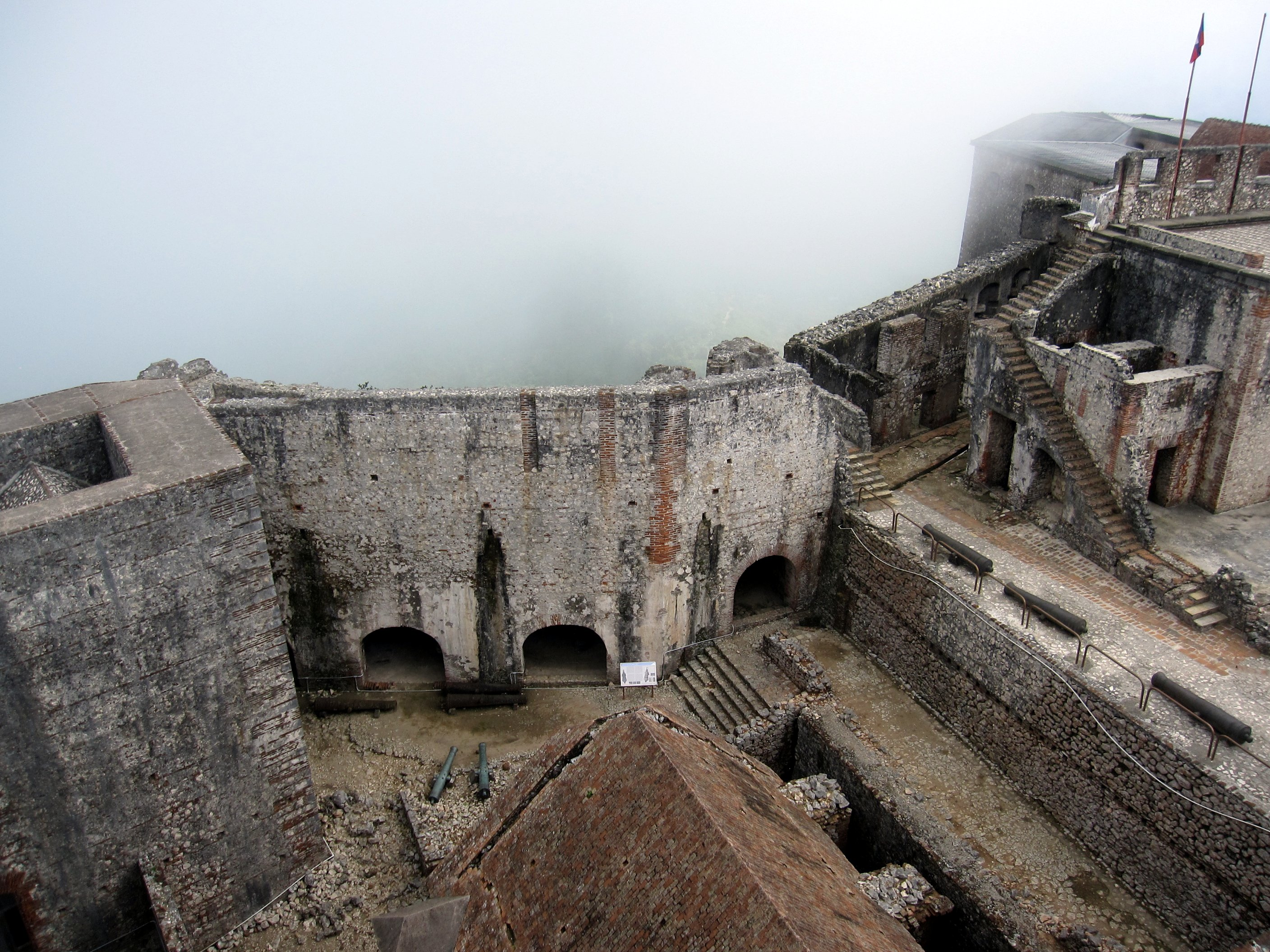
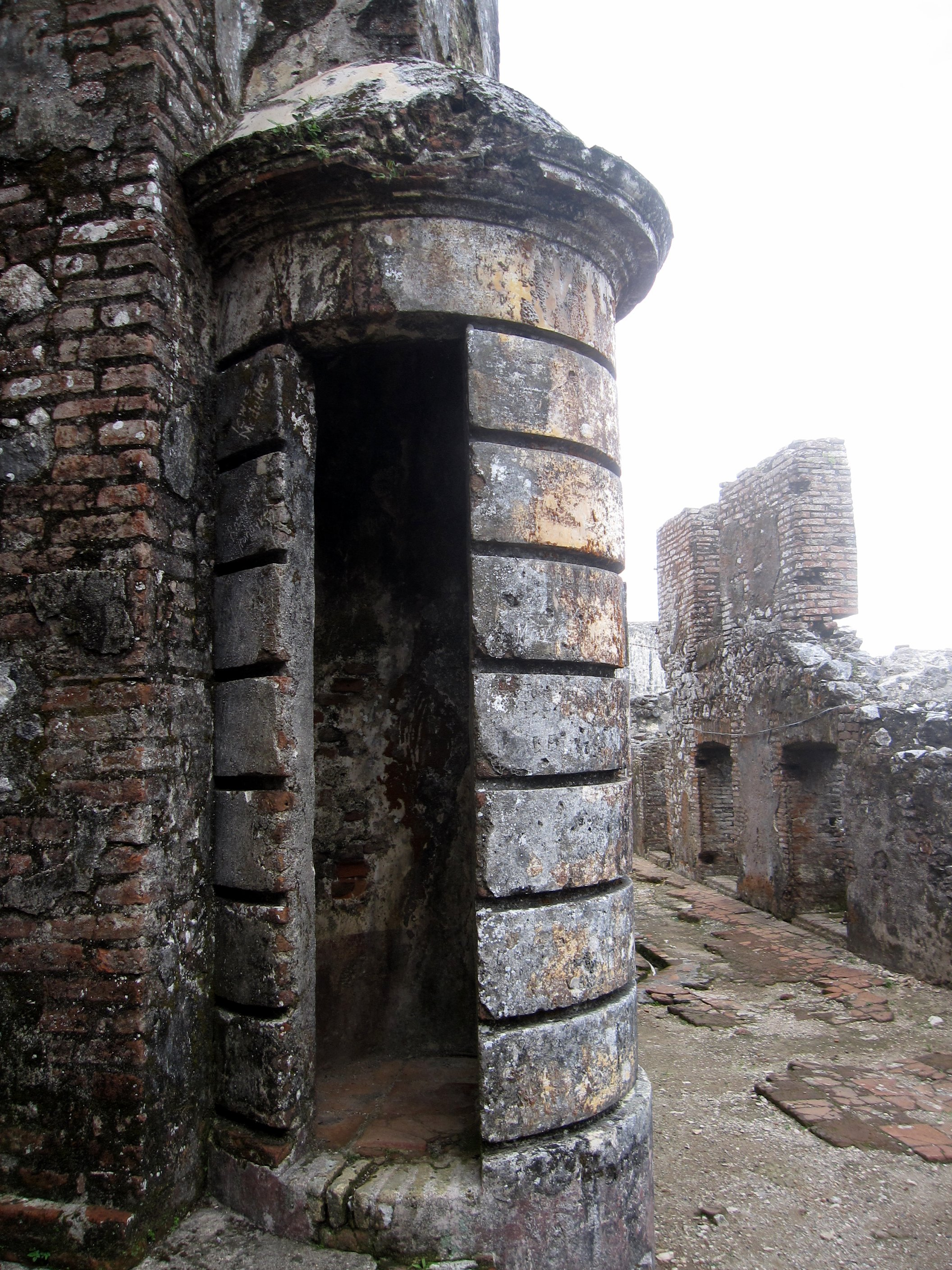
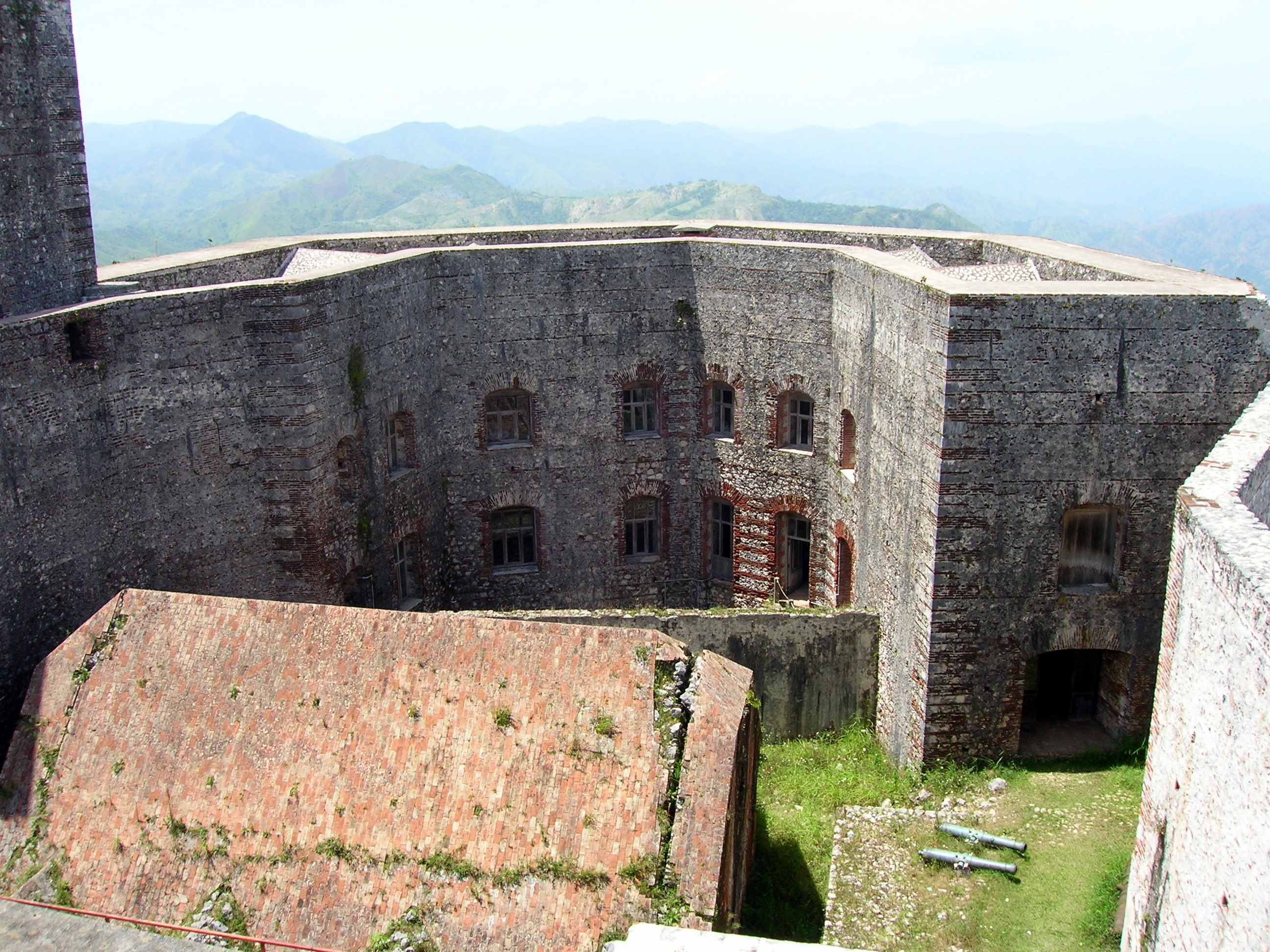
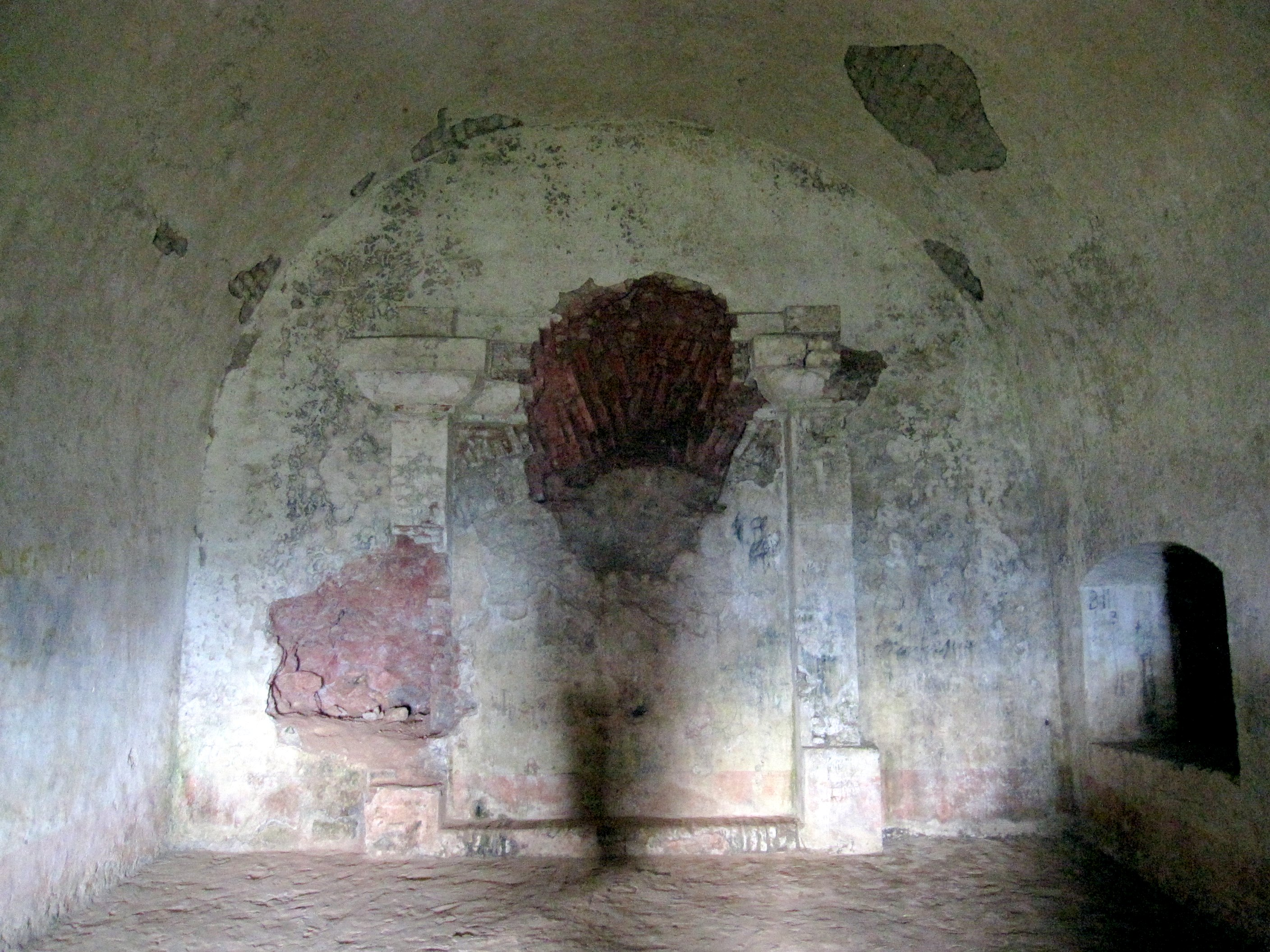
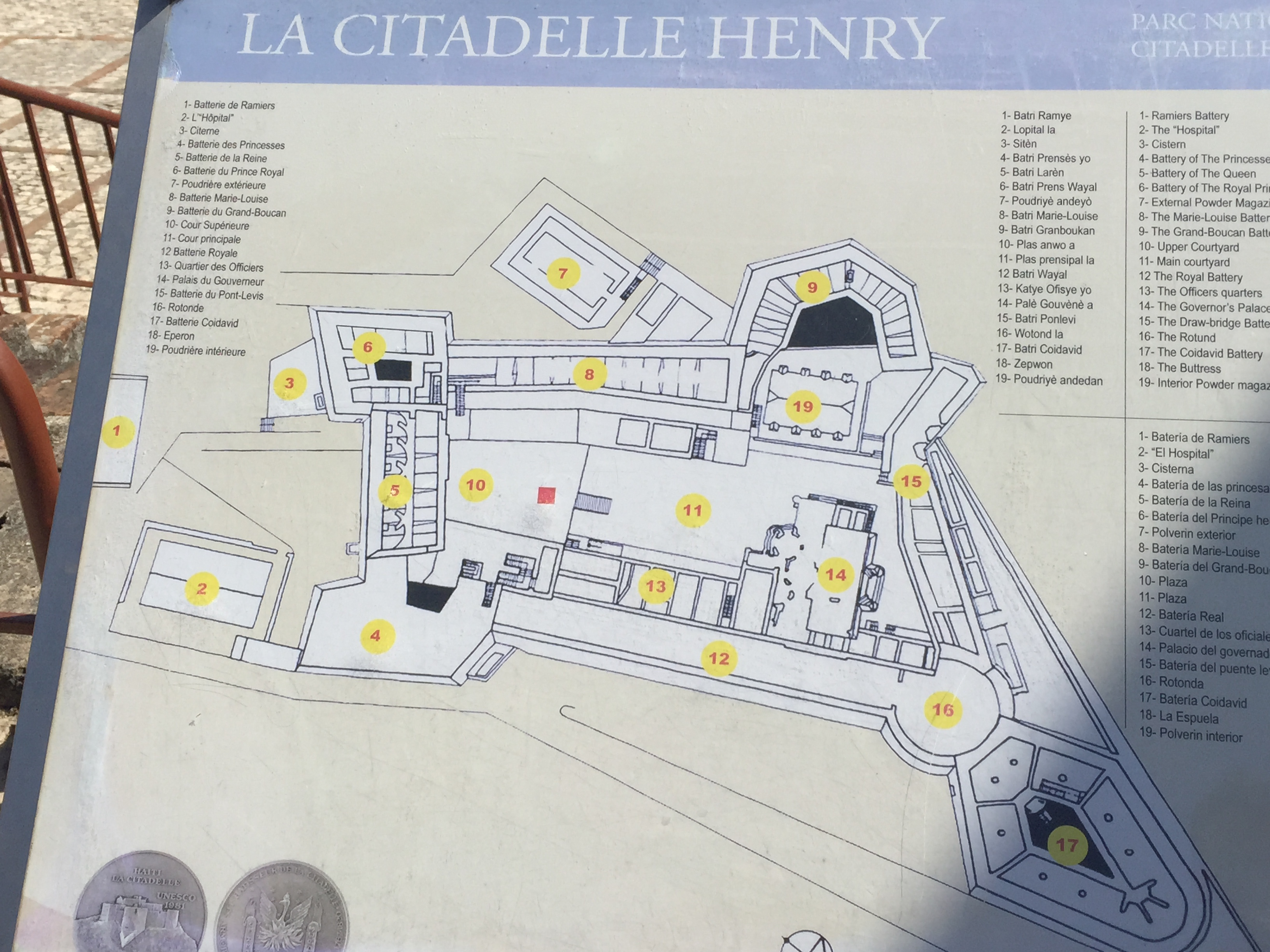
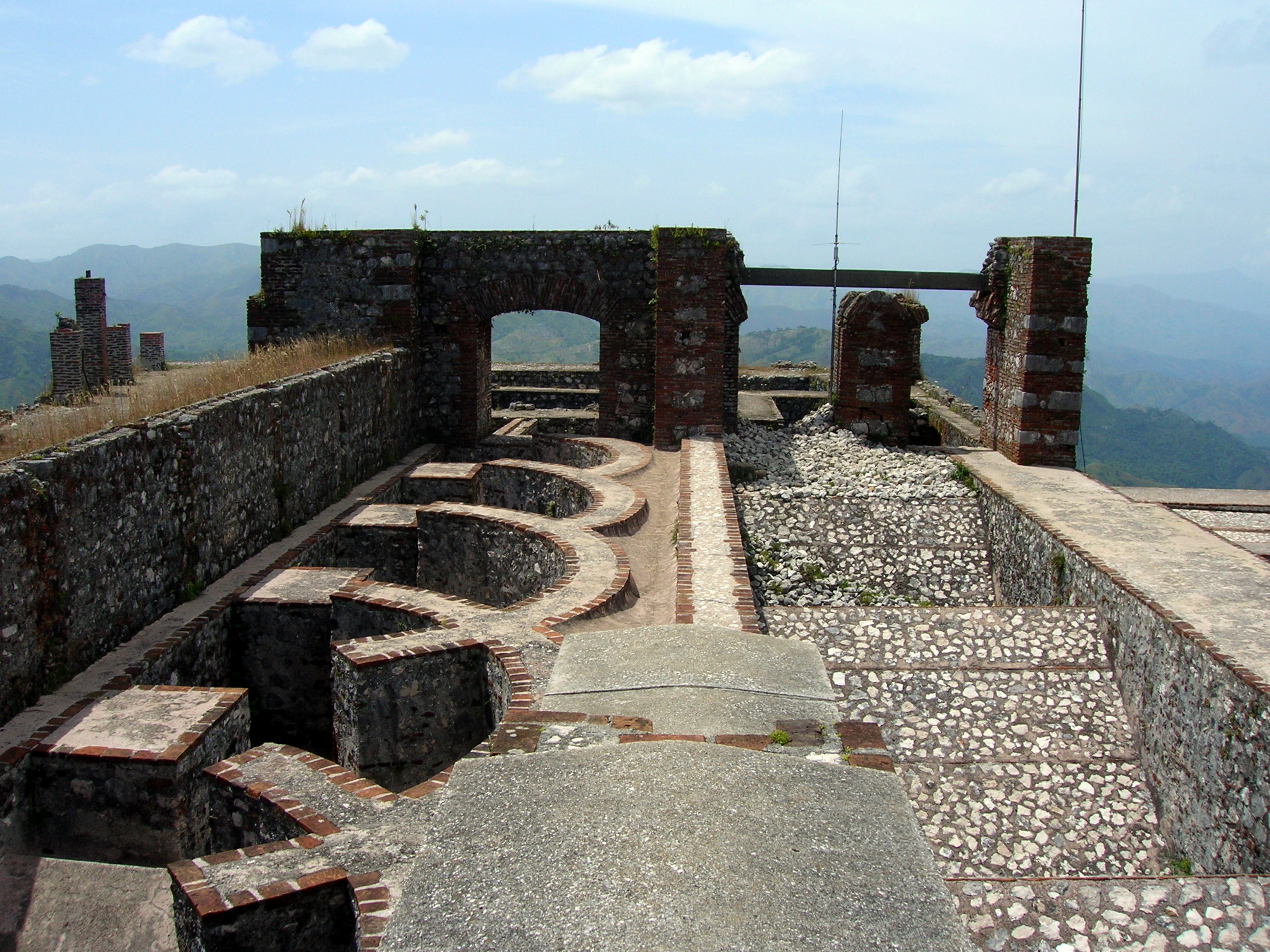
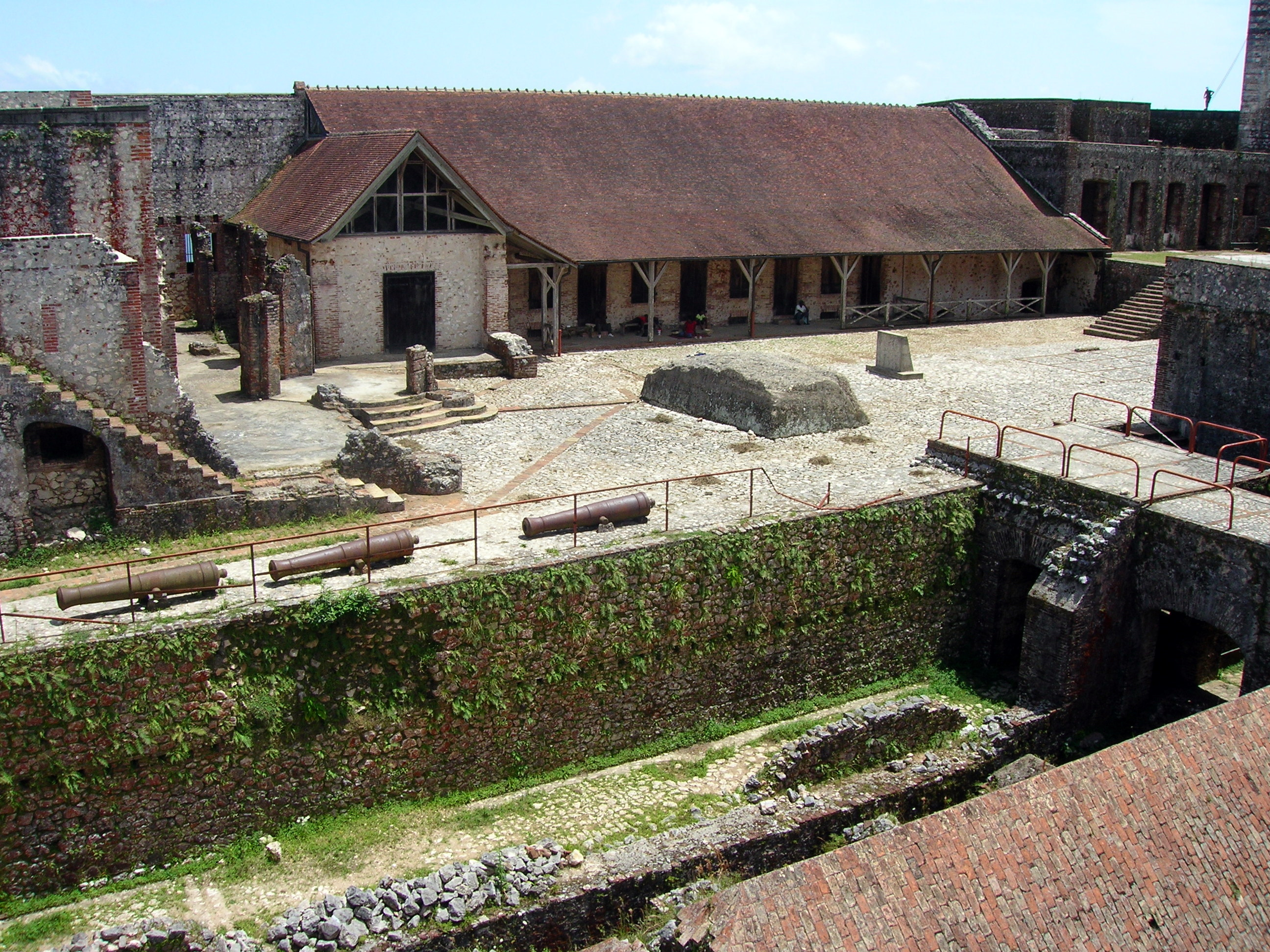
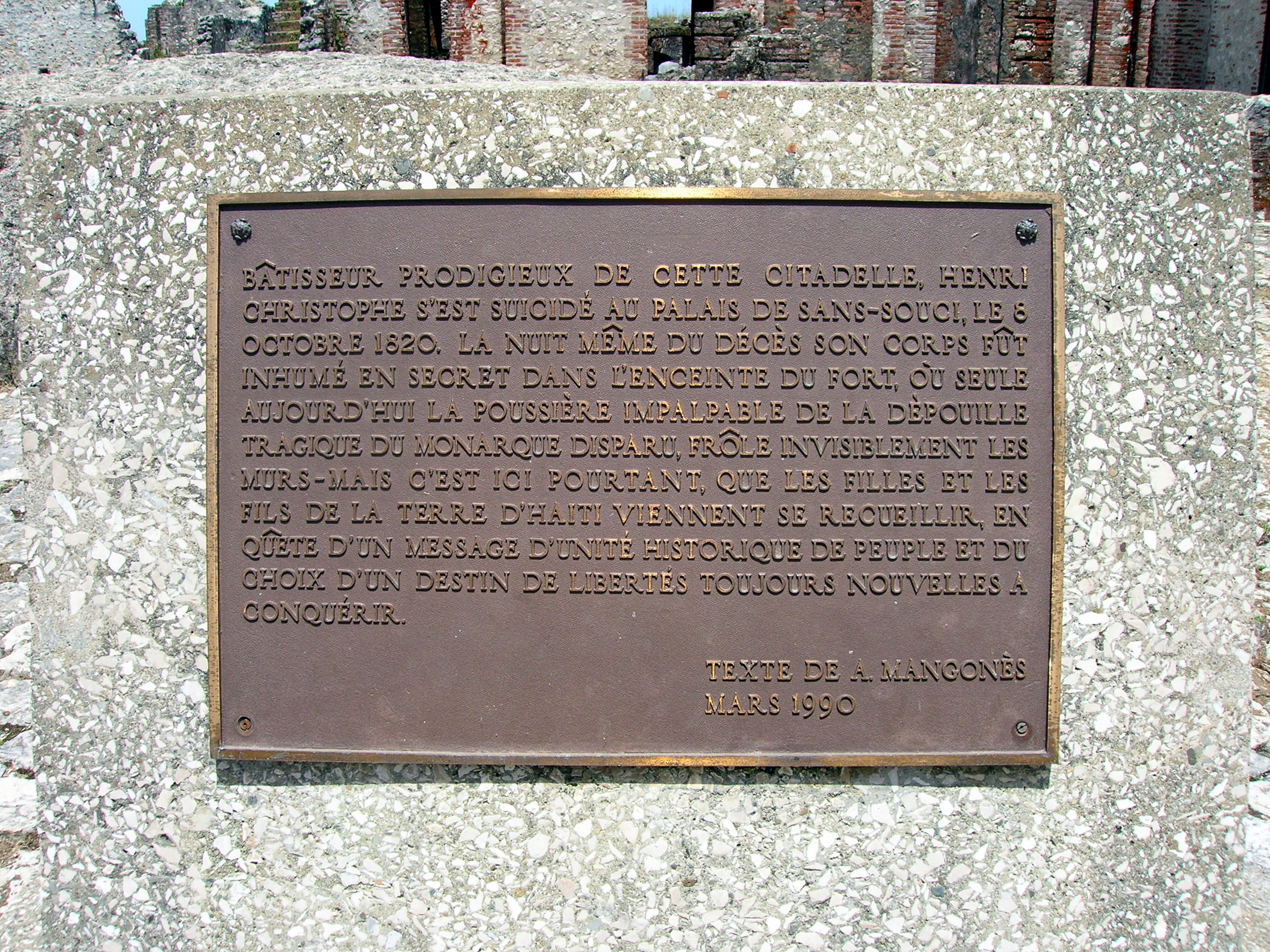
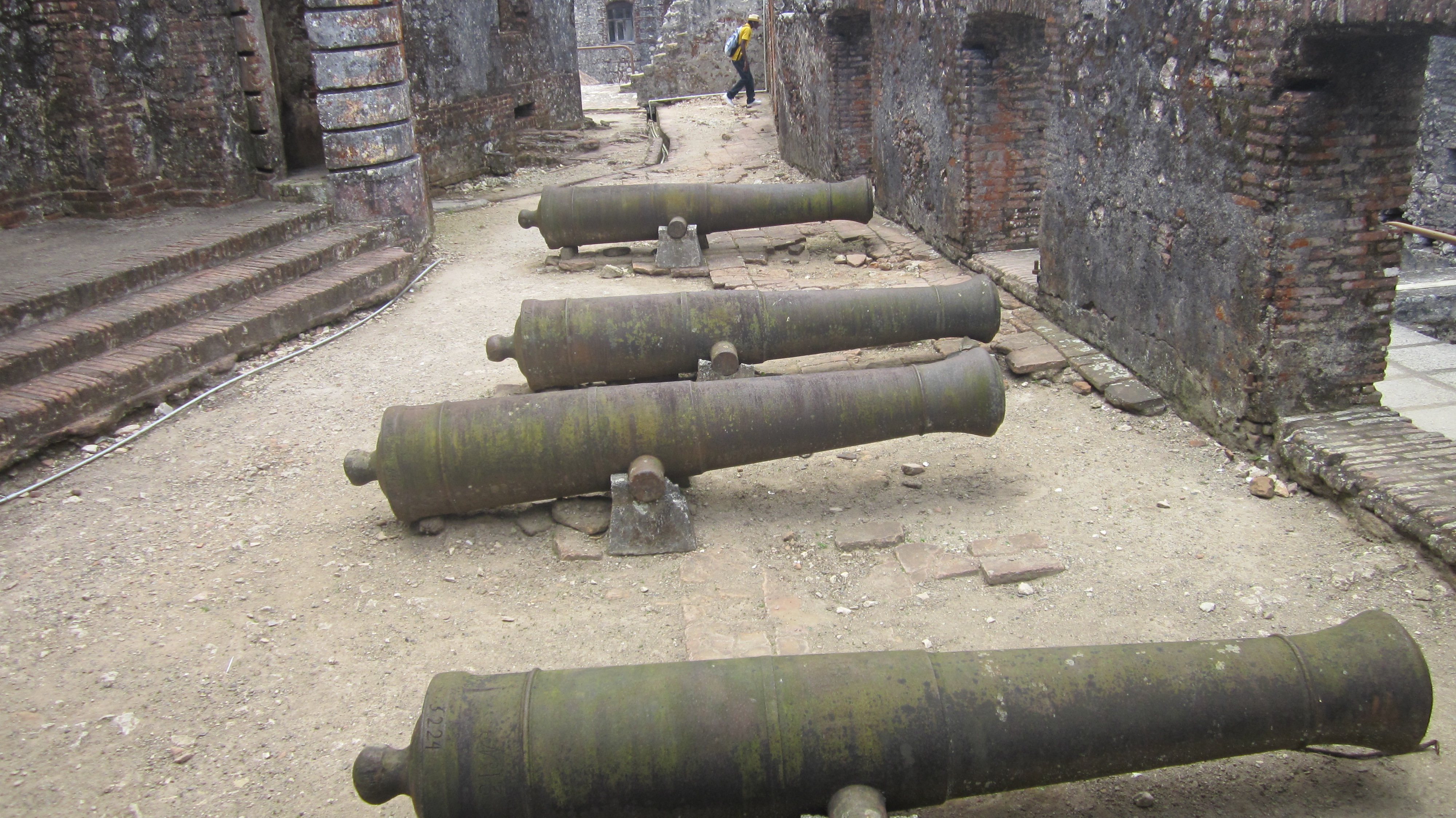
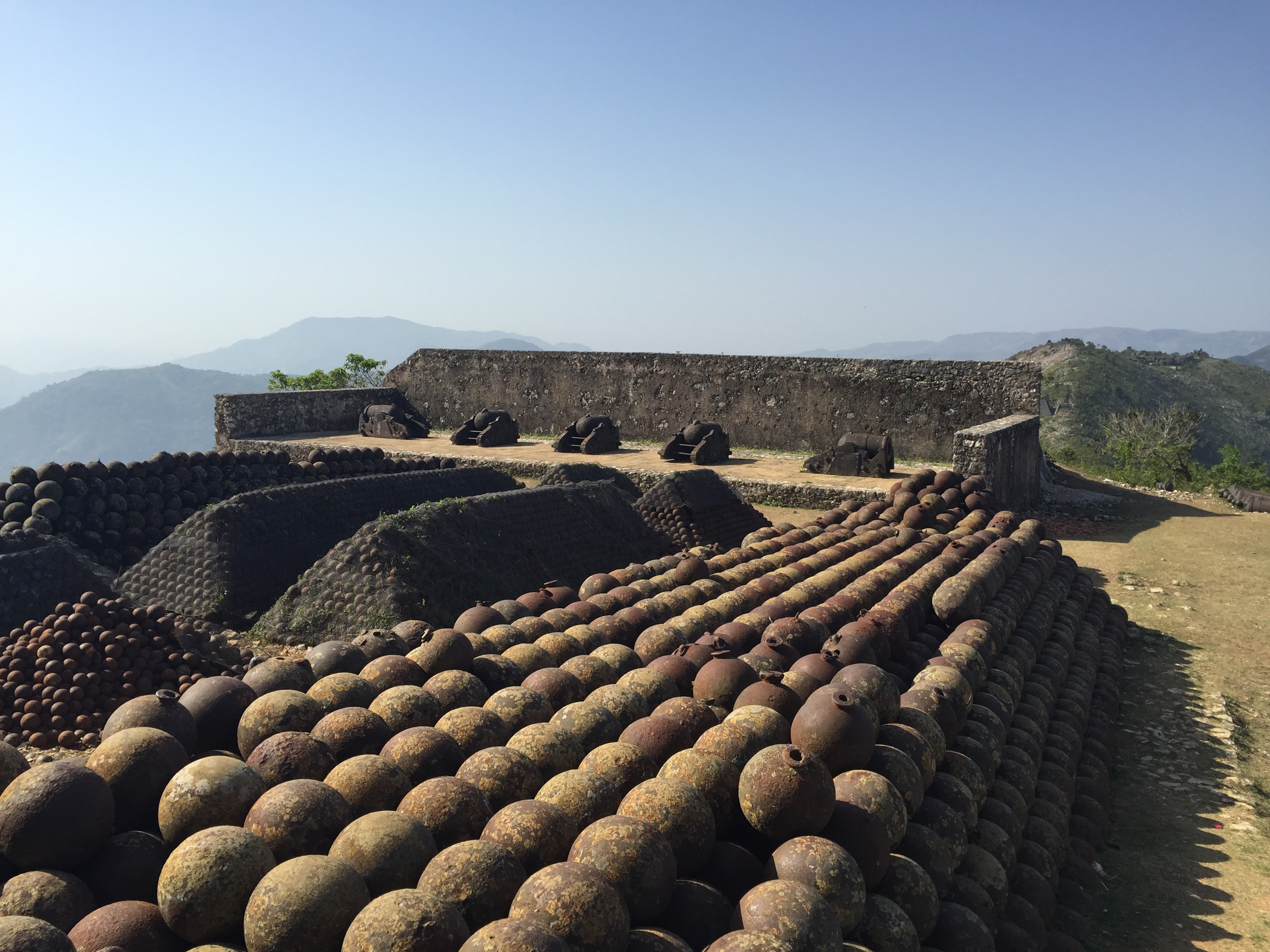
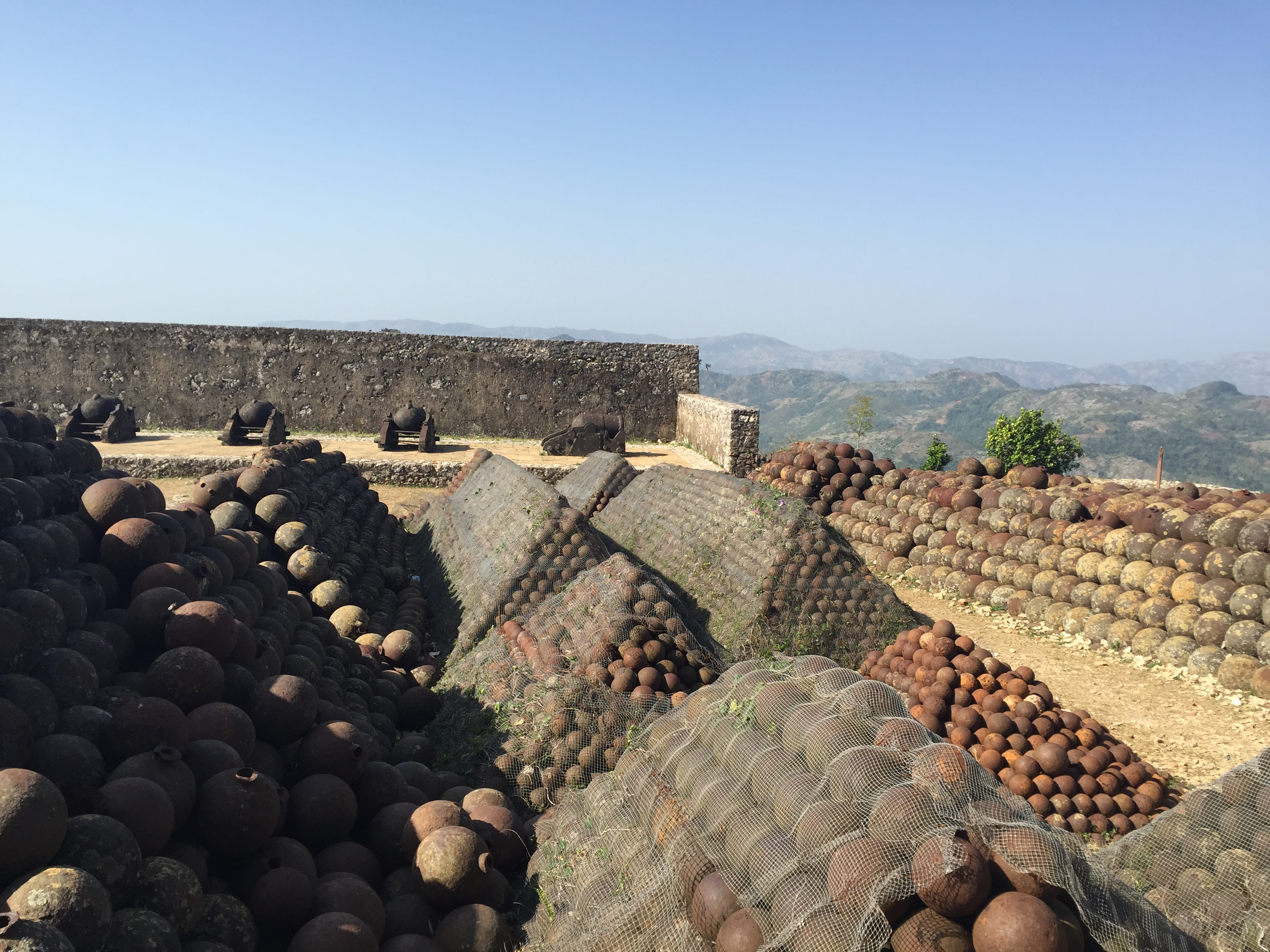
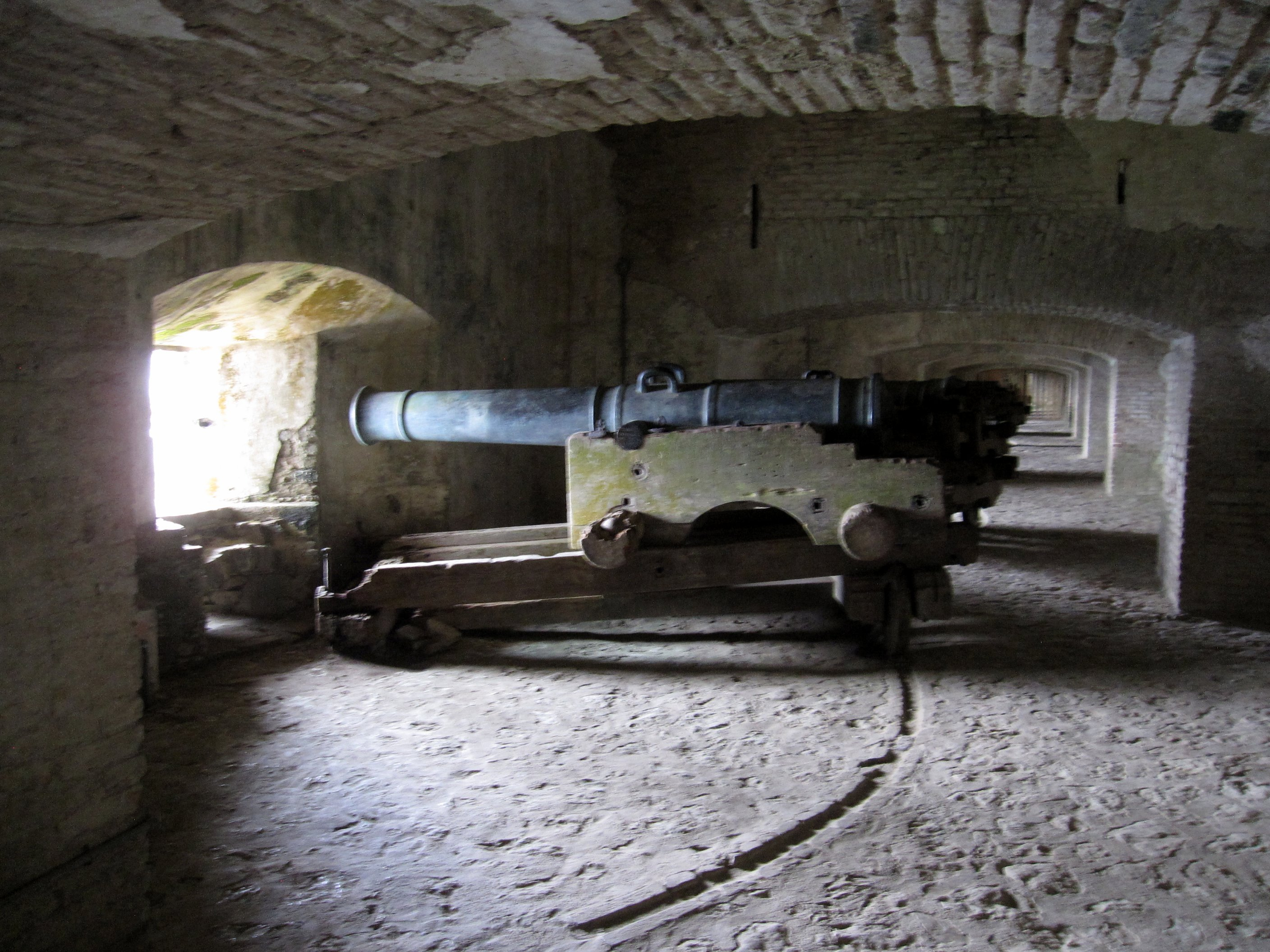
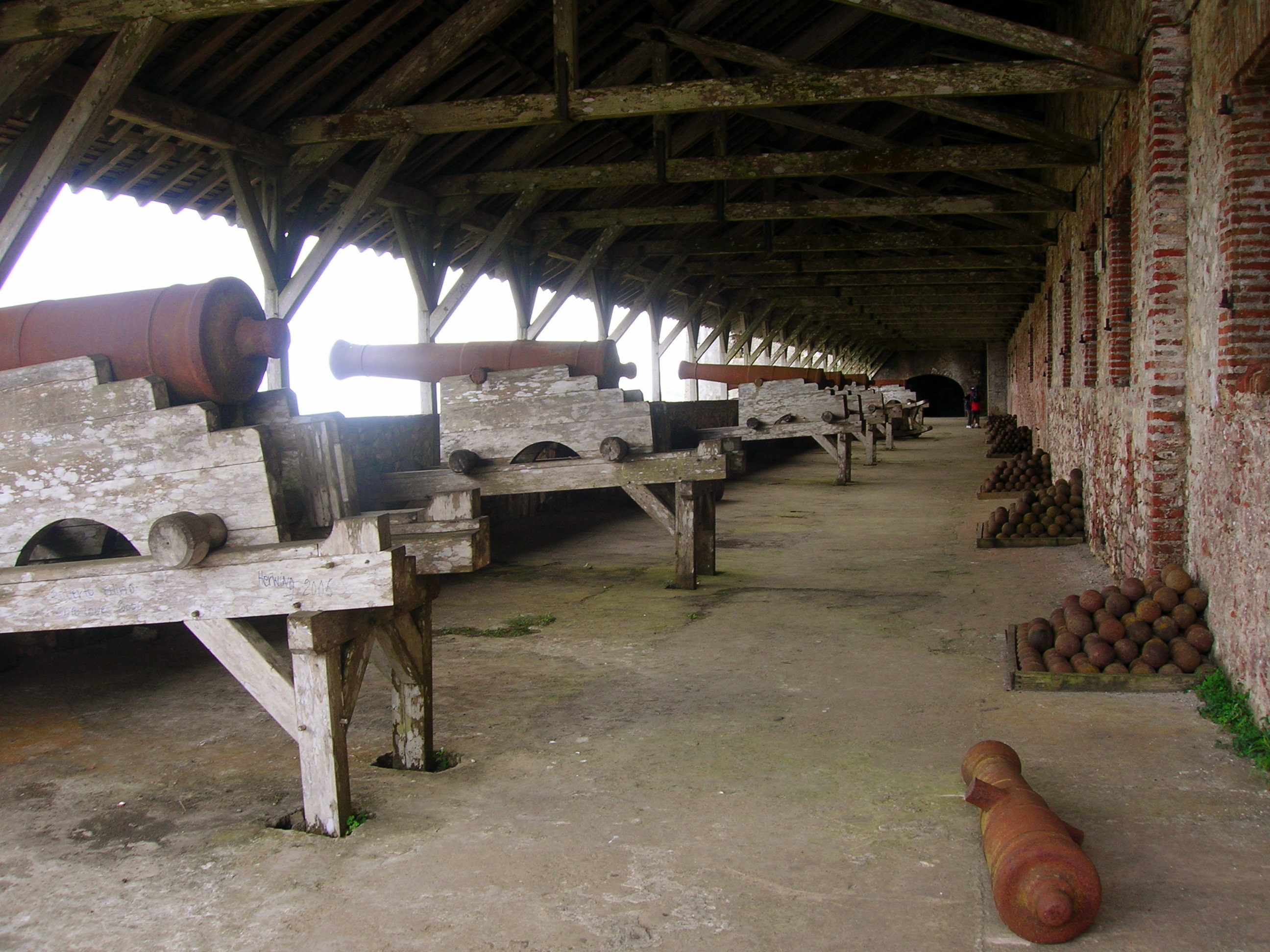